# 2078
Năm 2078. Trong lịch Gregory, nó sẽ là năm thứ 2078 của Công nguyên hay của Anno Domini; năm thứ 78 của thiên niên kỷ thứ 3 và của thế kỷ 21; và năm thứ chín của thập niên 2070.